# Proa
Proa là một chi khủng long, được McDonald Espílez Mampel Kirkland & Alcalá mô tả khoa học năm 2012.